# Eulocastra monozona
Eulocastra monozona är en fjärilsart som beskrevs av George Francis Hampson 1910. Eulocastra monozona ingår i släktet Eulocastra och familjen nattflyn. Inga underarter finns listade i Catalogue of Life.